# Esther Ofarim
Esther Ofarim (en hébreu : אסתר עופרים), née Esther Zaied le 13 juin 1941 à Safed, est une chanteuse israélienne chantant en plusieurs langues, dont le français. Elle épouse Abraham (Abi) Reichstadt avec qui elle forme un duo très connu à l'international : Esther & Abi Ofarim. Elle a un rôle dans Exodus d'Otto Preminger et collabore avec Frank Sinatra ensuite. Elle a représenté la Suisse au Concours Eurovision de la chanson 1963, terminant deuxième avec la chanson T'en va pas. Elle a chanté au Royal Albert Hall et fut reçue par la reine Élisabeth II.